# Chigoziem Okonkwo
Chigoziem Charlton Okonkwo (* 9. September 1999 in Powder Springs, Georgia) ist ein US-amerikanischer American-Football-Spieler auf der Position des Tight Ends. Zurzeit spielt er für die Tennessee Titans in der National Football League (NFL).

## Frühe Jahre
Okonkwo ging in seiner Geburtsstadt, Powder Springs, Georgia, auf die Highschool. Von 2018 bis 2021 besuchte er die University of Maryland. In seiner letzten Saison erzielte er für das Collegefootballteam 52 Passfänge für 447 Yards und fünf Touchdowns.

## NFL
Okonkwo wurde im NFL-Draft 2022 in der vierten Runde an 143. Stelle von den Tennessee Titans ausgewählt. Okonkwo avancierte im Laufe seiner ersten NFL-Saison zum Stammspieler auf seiner Position. Am vierten Spieltag im Spiel gegen die Indianapolis Colts erzielte er seinen ersten NFL-Touchdown nach einem Acht-Yard-Pass von Ryan Tannehill.